# Pallavolo ai XV Giochi panamericani - Torneo femminile
Il XIV campionato di pallavolo femminile ai Giochi panamericani si è svolto dal 14 al 19 luglio 2007 a Rio de Janeiro, in Brasile, durante i XV Giochi panamericani. Al torneo hanno partecipato 8 squadre nazionali nordamericane e sudamericane e la vittoria finale è andata per l'ottava volta a Cuba.

## Squadre partecipanti
- Brasile
- Costa Rica
- Cuba
- Messico
- Perù
- Porto Rico
- Rep. Dominicana
- Stati Uniti

## Gironi
| Girone A                             | Girone B                               |
| ------------------------------------ | -------------------------------------- |
| Brasile Messico Perù Rep. Dominicana | Costa Rica Cuba Porto Rico Stati Uniti |

## Fase finale

### Finali 1º e 3º posto
|  | 1º posto - 4º posto | 1º posto - 4º posto | 1º posto - 4º posto |      |         | 1º/2º posto | 1º/2º posto | 1º/2º posto |  |
|  |                     |                     |                     |      |         |             |             |             |  |
|  | Brasile             | Brasile             | 3                   |      |         |             |             |             |  |
|  | Brasile             | Brasile             | 3                   |      |         |             |             |             |  |
|  | Stati Uniti         | Stati Uniti         | 0                   |      |         |             |             |             |  |
|  | Stati Uniti         | Stati Uniti         | 0                   |      | Brasile | Brasile     | 2           |             |  |
|  |                     |                     |                     |      | Brasile | Brasile     | 2           |             |  |
|  |                     |                     | Cuba                | Cuba | 3       |             |             |             |  |
|  | Cuba                | Cuba                | Cuba                | Cuba | 3       | 3           |             |             |  |
|  | Cuba                | Cuba                |                     |      |         | 3           |             |             |  |
|  | Perù                | Perù                | 0                   |      |         | 3º/4º posto | 3º/4º posto | 3º/4º posto |  |
|  | Perù                | Perù                | 0                   |      |         |             |             |             |  |
|  |                     |                     |                     |      |         |             |             |             |  |
|  |                     |                     |                     |      |         | Stati Uniti | Stati Uniti | 3           |  |
|  |                     |                     |                     |      |         | Stati Uniti | Stati Uniti | 3           |  |
|  |                     |                     |                     |      |         | Perù        | Perù        | 0           |  |

### Finali 5º e 7º posto
|  | 5º posto - 8º posto | 5º posto - 8º posto | 5º posto - 8º posto |            |                 | 5º/6º posto     | 5º/6º posto | 5º/6º posto |  |
|  |                     |                     |                     |            |                 |                 |             |             |  |
|  | Rep. Dominicana     | Rep. Dominicana     | 3                   |            |                 |                 |             |             |  |
|  | Rep. Dominicana     | Rep. Dominicana     | 3                   |            |                 |                 |             |             |  |
|  | Costa Rica          | Costa Rica          | 0                   |            |                 |                 |             |             |  |
|  | Costa Rica          | Costa Rica          | 0                   |            | Rep. Dominicana | Rep. Dominicana | 3           |             |  |
|  |                     |                     |                     |            | Rep. Dominicana | Rep. Dominicana | 3           |             |  |
|  |                     |                     | Porto Rico          | Porto Rico | 0               |                 |             |             |  |
|  | Porto Rico          | Porto Rico          | Porto Rico          | Porto Rico | 0               | 3               |             |             |  |
|  | Porto Rico          | Porto Rico          |                     |            |                 | 3               |             |             |  |
|  | Messico             | Messico             | 0                   |            |                 | 7º/8º posto     | 7º/8º posto | 7º/8º posto |  |
|  | Messico             | Messico             | 0                   |            |                 |                 |             |             |  |
|  |                     |                     |                     |            |                 |                 |             |             |  |
|  |                     |                     |                     |            |                 | Costa Rica      | Costa Rica  | 2           |  |
|  |                     |                     |                     |            |                 | Costa Rica      | Costa Rica  | 2           |  |
|  |                     |                     |                     |            |                 | Messico         | Messico     | 3           |  |

## Podio

### Campione
Formazione: 1 Yumilka Ruiz, 2 Yanelis Santos, 3 Nancy Carrillo, 4 Yenisey González, 6 Daimí Ramírez, 8 Yaima Ortíz, 10 Yusleinis Herrera, 11 Liana Mesa, 12 Rosir Calderón, 14 Kenia Carcaces, 15 Yusidey Silié, 18 Zoila Barros, CT: Antonio Perdomo

### Secondo posto
Formazione: 1 Walewska de Oliveira, 2 Carolina Albuquerque, 3 Marianne Steinbrecher, 4 Paula Pequeno, 6 Thaísa de Menezes, 7 Hélia de Souza, 9 Fabiana Claudino, 10 Wélissa Gonzaga, 11 Érika Coimbra, 13 Sheilla de Castro, 14 Fabiana de Oliveira, 15 Regiane Bidias, CT: José Roberto Guimarães

### Terzo posto
Formazione: 2 Danielle Scott, 3 Tayyiba Haneef, 4 Charnette Fair, 5 Kristen Michaelis, 6 Foluke Akinradewo, 7 Laura Tomes, 10 Cynthia Barboza, 12 Kimberly Hampton, 13 Maurelle Hampton, 15 Courtney Thompson, 16 Lindsey Hunter, 18 Cassie Busse, CT: Susan Woodstra

## Classifica finale
| Classifica | Squadre         |
| ---------- | --------------- |
|            | Cuba            |
|            | Brasile         |
|            | Stati Uniti     |
| 4          | Perù            |
| 5          | Rep. Dominicana |
| 6          | Porto Rico      |
| 7          | Messico         |
| 8          | Costa Rica      |